# Vergonha

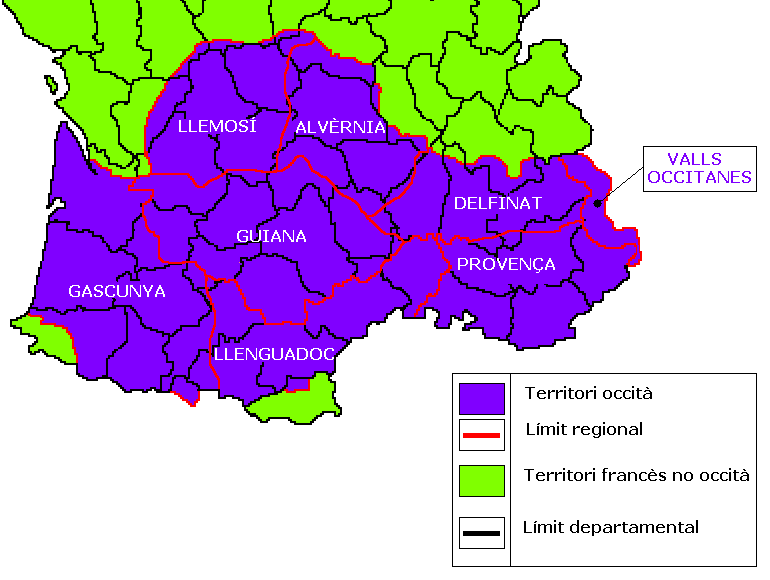
Provincias francesas en las que se habla Occitano. El mapa también incluye los Valles Occitanos del Piamonte (Italia) y el Valle de Arán (España).

La vergonha, ("vergüenza" en español), y a veces es conocido como Vergonhament, en el sentido de vergüenza, pero también de humillación, es como los occitanos llaman a las prácticas - y por extensión los efectos- que sobre los niños y el resto de ciudadanos occitanohablantes de Francia, tuvieron diversas políticas gubernamentales respecto de lo que se llamó patués, en alusión despectiva general a las lenguas no oficiales del Estado[cita requerida]. La vergonha era y es practicada con la intención de anteponer el francés a la lengua minoritaria. Para conseguir el hecho se promueve la exclusión en la escuela, mediante la ausencia de medios de comunicación en la lengua minoritaria[cita requerida].

## Historia

### Origen

Henri Grégoire.

A finales del siglo XVIII, la época conocida como el Reinado del Terror, el término patois designaba toda lengua distinta del francés hablada en Francia. Para la Enciclopedia francesa, editada en 1778, se definía el patois como el lenguaje propio de toda Francia salvo París, y que estaba en la capital el único lugar donde se hablaba la lengua francesa[cita requerida]. El proceso intencionado de erradicación de las lenguas vernáculas de la Francia moderna y el menosprecio como poco más que un dialecto exclusivamente oral comenzó con el manifiesto del Abad Grégoire. Informó sobre la necesidad y medios para aniquilar el patués y universalizar el uso del francés que presentó el 4 de junio de 1794 en la Asamblea Nacional y fue seguido por la prohibición oficial de todas las lenguas diferentes del francés a la administración y en la escuela, para unificar lingüísticamente la Francia posrevolucionaria, en un momento en que sólo el 10% de la población dominaba el francés, es decir, alrededor de unos tres millones de personas sobre un total de veinte y ocho.
En cuanto a la elección del despectivo término "patois", Jean Jaurès refirió a ella diciendo que "se llama patois a la lengua de una nación derrotada". De acuerdo al diccionario Chambers, el origen del término es incierto, pero podría ser una "corrupción de Patros, del latín vulgar patriensis, un habitante local o aldeano". La palabra podría significar habla o dialecto, en el sentido que no tiene la categoría de lengua. En singular hace referencia al conjunto de lenguas, de sus dialectos, sus lenguas de transición y todo tipo de habla diferente del francés oficial, sin hacer distinción alguna entre ellas.

### Siglo XIX - Mediados del Siglo XX

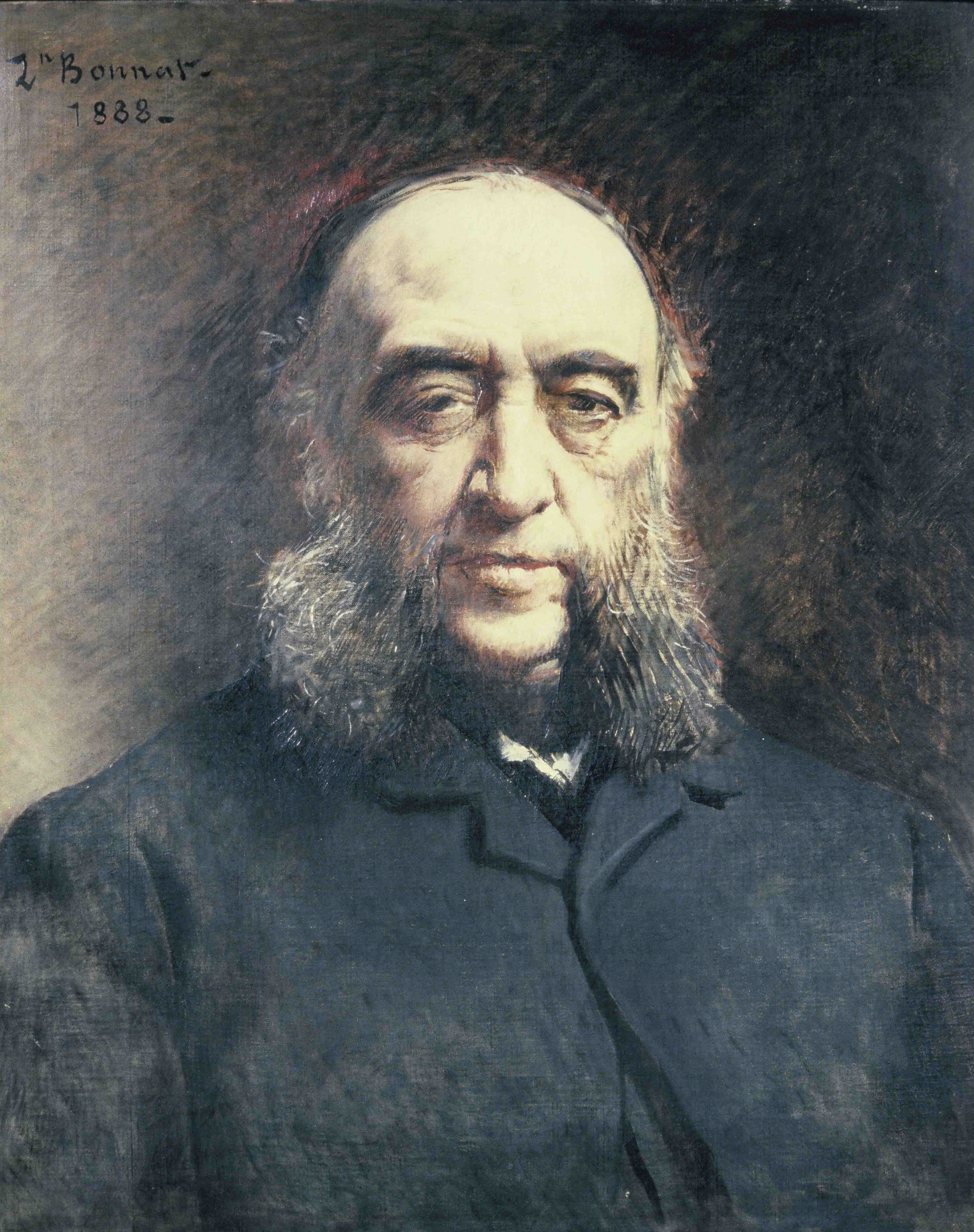
Jules Ferry.

Para borrar todo rastro de identidades distintas a la francesa, la lengua occitana no solo se debía desalentar, sino que se suprimía activamente, empezando por la escuela y pasando por todo lo que podía tocar la administración[cita requerida]. Jules Ferry implementó en la década de 1880 una serie de estrictas medidas para debilitar las lenguas diferentes del francés en Francia en las escuelas de Toulouse o bretón a las de Bretaña.

### Mediados del siglo XX - Actualidad
En 1958, después de que algunos cuestionaran la constitucionalidad de la situación que sufrían las lenguas minoritarias en Francia, el Artículo II de la Constitución Francesa fue revisado para concluir que el idioma de la República es el francés. En 1972, el presidente francés Georges Pompidou declaró que "no hay lugar para lenguas regionales en Francia". Pero en 1992 el Consejo de Europa aprobó la Carta Europea de las Lenguas Regionales o Minoritarias, que Jacques Chirac ignoró a pesar de la petición de Lionel Jospin en el Tribunal Constitucional de Francia para subsanar el Artículo II e incluir todas las lenguas vernáculas del territorio francés. Esta carta, que han tenido que firmar obligatoriamente[cita requerida] los Estados miembros de la Unión Europea, en Francia no se ha ratificado, lo que implica que no tiene ninguna obligación a la práctica de seguirla. De nuevo, pues, se denegó el reconocimiento oficial de las otras lenguas de Francia.
El expresidente de la República Francesa, Nicolas Sarkozy, en la web de su partido, el UMP, Unión para un Movimiento Popular, niega ultraje al occitano ni en el resto de lenguas, pero todo clama "no estar a favor" de la Carta Europea de las Lenguas Regionales y en particular que ninguna otra lengua se considere como lengua de Francia.